# الواح جیره‌بندی یهویاکین
الواح جیره‌بندی یهویاکین (انگلیسی: Jehoiachin's Rations Tablets) مربوط به قرن ششم قبل از میلاد است و دانه‌های روغنی را توصیف می‌کند که برای یک اسیر سلطنتی به نام یهویاکین (پادشاهی یهودا)، پادشاه پادشاهی یهودا اختصاص داده شده‌است. الواح از آرشیو سلطنتی نبوکدنصر دوم، امپراتور  امپراتوری بابل نو، در خرابه‌های بابل کشف شد که حاوی جیره غذایی است که به اسیران و صنعتگرانی که در داخل و اطراف آن زندگی می‌کردند، پرداخت می‌شد. شهر در یکی از الواح، «Ya'u-kinu، پادشاه سرزمین یهودو» به همراه پنج پسرش که به عنوان شاهزادگان سلطنتی نام برده شده، ذکر شده‌است.